# Cassidula labrella
Cassidula labrella is een slakkensoort uit de familie van de Ellobiidae. De wetenschappelijke naam van de soort is voor het eerst geldig gepubliceerd in 1830 door Deshayes.